# Louis de Lorraine (1575-1621)
Pour les autres membres des familles, voir Maison de Lorraine et Maison de Guise.
Pour les articles homonymes, voir Louis III, Louis de Lorraine et Cardinal de Guise.
Louis III de Lorraine, cardinal de Guise (né le 22 janvier 1575 - mort le 21 juin 1621, à Saintes, Charente-Maritime), appartenait à la maison de Guise, branche cadette de la maison de Lorraine, qui joua un rôle de premier plan dans la vie politique française au XVIe siècle.

## Biographie

### Famille
Louis de Lorraine était le troisième fils d'Henri Ier de Guise, dit « le Balafré » duc de Guise, prince de Joinville, grand maître de France, chevalier des ordres du Roi, gouverneur de Champagne et de gouverneur de Brie, assassiné le 23 décembre 1588 au château de Blois sur ordre du roi de France Henri III et de Catherine de Clèves.
Il était le frère de Charles Ier de Lorraine, quatrième duc de Guise, Louis III.
Il était le petit-neveu du cardinal Charles de Guise (1524-1574) et le neveu du cardinal Louis II de Guise (1555-1588).
En 1611, après avoir obtenu une dispense du pape Paul V, il aurait épousé Charlotte des Essarts, comtesse de Romorantin qui lui donna plusieurs enfants dont Charles Louis de Lorraine, Charlotte (abbesse de Saint-Pierre-les-Nonnains), Achille, Henri et Louise.

### Carrière ecclésiastique
Louis de Lorraine fut destiné dès l'enfance à l'état ecclésiastique pour lequel il n'eut aucune vocation. Il fut le dernier des cardinaux de la maison de Guise.
Nommé par le roi de France Henri IV archevêque-coadjuteur de Reims, avec droit de succession en 1601, il obtint le siège métropolitain de Reims en janvier 1605, mais ne reçut jamais la consécration  épiscopale.
Abbé commendataire de Cluny de 1612 jusqu'à sa mort, il fut également abbé de Saint-Denis, de Saint-Remi dans le diocèse de Reims, de Corbie, dans le diocèse d'Amiens, d'Ourscamp, dans le diocèse de Noyon, de l' abbaye Saint-Hilaire de Poitiers et de l'abbaye de Saint-Urbain dans l'actuelle Haute-Marne.
Créé cardinal dans le consistoire du 2 décembre 1615 par le pape Paul V, il ne reçut jamais la pourpre cardinalice.

### Rôle politique et militaire
Il participa aux  États généraux de 1614 et fut pair de France. Nommé ambassadeur de France près le Saint-Siège, il n'alla jamais à Rome.
Emprisonné à la Bastille en 1620 pour s'être battu avec le duc de Nevers, il fut libéré à condition de prendre part avec le roi Louis XIII à l'expédition militaire dans le Poitou de 1621. Il se distingua au siège de Saint-Jean d'Angély, mais trouva la mort en combattant à Saintes le 21 juin 1621. Il fut inhumé dans la cathédrale de Reims.

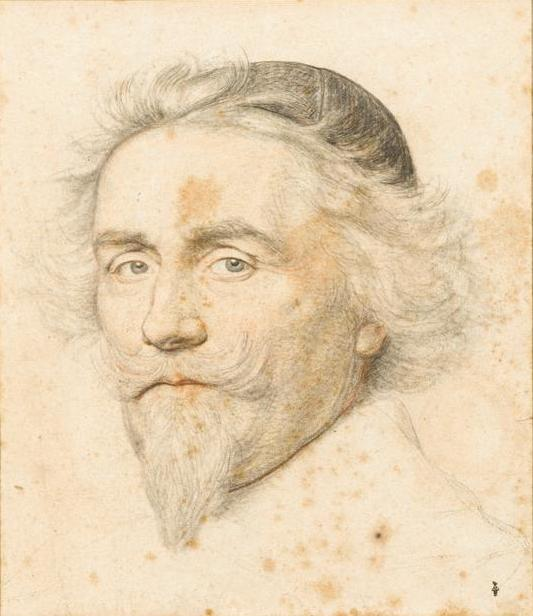
Le cardinal par Daniel Dumonstier.